# 松本菜奈実
松本 菜奈実（まつもと ななみ、1994年8月23日 - ）は、日本のAV女優。元グラビアアイドル。所属事務所はNAX。

## 来歴
2015年にバスト100cmを武器にしたグラビアアイドルとしてデビュー。所属事務所はe2dive entertainment（イーツーダイブ）。
2016年7月、『週刊SPA!』（扶桑社）の「グラビアン魂」に掲載（2016年8月2日号）。年末の「グラビアン魂アワード2016」でみうらじゅん個別賞（ルノアールの絵画で賞）を受賞。
2017年3月、アダルトビデオメーカー・MUTEKIよりAVデビュー。事務所はBstar（ビースター）に所属。
2017年6月より、S1 NO.1 STYLE（エスワン）専属女優となる。また11月1日に所属事務所をマインズに移籍したことを公式ツイッターで報告した。
2018年5月、DMM R-18 アダルトアワード2018で特別賞を受賞。
2019年1月をもってエスワン専属を離れ、以降は企画単体女優として活動。
2019年11月には「make♡」を事務所有志（メンバーは松本菜奈実、熊野あゆ、あけみみう）で結成し、マインズフェスに出演。
2020年4月に発表されたピンク映画ベストテンで桃熊・新人女優賞を受賞。2020年12月、「FLASH 2020年現役最強セクシー女優BEST100」読者投票・巨乳部門第4位選出（総合第18位）。
2021年6月、ストリッパーとして7月1日に浅草ロック座でデビューすることを発表。同年8月発表「読者300人が選んだFLASH 2021セクシー女優ランキング」読者投票54位。
2021年10月1日、自身のTwitterにてオールプロに移籍し、マインズとは業務提携する事を発表。
2022年3月、集英社『週刊プレイボーイ』2022年エロデミー賞において、出演した『戦争が終わって用済みになった人間兵器の巨乳美少女を拾って家に持ち帰ってみたら… オトナテイコク・山羊野メェ吉が描く傑作同人を最速実写化!』が長編アニメーションド賞受賞。
2023年5月22日週FANZA動画フロアランキングにて、出演した『BAZOOKA 冬の大感謝セール コスパ最強ノーカットベスト爆乳限定2749分』（BAZOOKA）が1位を記録。
2024年3月18日週FANZA通販フロアランキングにて、『マジックミラー号 × Materiall 祝専属! デカパイ100cmJカップで街角の素人を連続捕獲! 大量潮吹き潮吹かせでびしょ濡れる逆ナンどしゃ降り中出しSP! 松本菜奈実』（Materiall）が初登場3位となる。
2024年3月21日、自身のX（旧Twitter）にて、Materiallの専属女優になったことを報告。また4月より所属事務所をNAXへ移籍。
同年4月29日週FANZA通販フロア週間AVランキングにおいて、『おしゃぶり早抜き学級委員長 松本菜奈実』が3位となる。7月1日週FANZA通販フロアランキングで『Jカップ神乳プライベート剥き出し生ハメ撮り 松本菜奈実』が初登場2位となる。同年7月29日週FANZA通販フロアにて、『【脳イキしてみる？】小悪魔淫語で脳と金玉がトロける最高のオナサポASMR 松本菜奈実』が初登場2位を記録した。
同年9月23日週FANZA通販ランキングでは『スキあり過ぎる地味メガネのJカップ無自覚誘惑で鬼ピストン中出しSEX 松本菜奈実』が初登場1位にランクイン。
同年10月21日週FANZA通販ランキングで『体育大生の汚部屋にクレーム凸したらヤられてヤって抜かずの連続中出し99発 松本菜奈実』が初登場3位。
2025年1月17日発売作品より、Fitch専属女優となる。

## 人物
- 広島県出身。
- 胸が大きくなったのは高校生から[25]で、父方の遺伝だと自覚している。高校卒業時にHカップ。大学でIカップに到達。水着着用時には、ジャンプした瞬間ポロリすることが日常茶飯事だった[26]。
- 趣味はサッカー観戦[27]。サンフレッチェ広島を応援している。基本的に観る専門だがリフティングは25回できる[28]。また、高校時代は3年間サッカー部のマネージャーをしていた[29]。
- マネージャー時代は、選手とヤリまくっており、バスケ部、弓道部、バレー部など色んな部活のエースともヤリまくっていた。20代の頃は、渋谷センター街の2階のカフェから男性を物色し、多いときで1日3人とヤッたこともある[30]。前述のように当時からHカップあり、周囲からは「Hなマネージャー」として有名だった[31]。
- ライブで歌うこともあり、同様の活動をしている天使もえを尊敬している[32]。
- グラビアアイドルからAV女優への転向は、当時の事務所に相談した時に「AVもある」と提案されたことがきっかけ[33]。
- AVデビュー後に苦手意識克服のためスピーチの講座に通い、演技のワークショップに参加している[34]。
- 2021年1月、ゲオTVアダルトニュースメディアMANGO 爆乳AV女優ランキング（2021年版）にて、第2位を獲得[35]。
- 2021年10月に簿記2級に合格[33]。公認会計士を目指す[33]。

## 作品
◎はBD版発売作品。

### アダルトビデオ
- Iカップ100cm現役グラビアアイドル 松本菜奈実 MUTEKIデビュー（3月1日、MUTEKI）◎
- Iカップ100cm現役グラビアアイドル 松本菜奈実 絶頂×4本番（4月1日、MUTEKI）◎
- Jカップ100cmグラドル専属決定! 新人NO.1 STYLE 松本菜奈実エスワンデビュー（6月7日、S1 NO.1 STYLE）◎
- グラビアアイドル松本菜奈実 おっぱいスペシャル 敏感Jカップ超堪能4時間フルコース（8月1日、S1 NO.1 STYLE）
- 激イキ104回! 痙攣3900回! イキ潮2700cc! Jカップグラドル エロス覚醒 はじめての大・痙・攣スペシャル 松本菜奈実（9月13日、S1 NO.1 STYLE）
- 交わる体液、濃密セックス 完全ノーカットスペシャル 松本菜奈実（10月7日、S1 NO.1 STYLE）
- Jカップ爆乳グラビアアイドルは僕だけのローションぬるぬるご奉仕メイド 松本菜奈実（11月1日、S1 NO.1 STYLE）
- 美乳がポロリ 松本菜奈実（12月1日、S1 NO.1 STYLE）

- 最高級グラドル風俗マンションへようこそ 松本菜奈実の密着性感テクニック150分フルコース 松本菜奈実（1月1日、S1 NO.1 STYLE）
- 常にノーブラ透けおっぱいで誘惑する【完全着衣】Jカップお姉さん 松本菜奈実（2月7日、S1 NO.1 STYLE）
- 揉み揺れ舐め吸い乳性感開発 常にネチネチ爆乳いじくり性交 松本菜奈実（3月7日、S1 NO.1 STYLE）
- 爆乳お姉さんばかりが狙われる オイルたっぷり乳エステサロンに通ったあの日から… 松本菜奈実（4月1日、S1 NO.1 STYLE）
- Jカップ女子大生 強・制・連・結 揉まれ続けて爆乳でイカされる満員痴漢車両 松本菜奈実（4月20日、S1 NO.1 STYLE）
- Jカップグラドルの爆乳ちんしこサポートMAX 超密着!迫力接写スペシャル 松本菜奈実（5月20日、S1 NO.1 STYLE）
- 挟むじゃなくて包み込む チ●ポが丸っと隠れるほどの爆乳パイズリ包射 松本菜奈実（6月19日、S1 NO.1 STYLE）
- ノーブラJカップおっぱいで全力アピールしてくる彼女の爆乳妹と、誘惑に負けちゃう最低な僕。松本菜奈実（7月19日、S1 NO.1 STYLE）
- 松本菜奈実 初ベスト S1デビュー1周年記念 全11タイトル8時間（8月7日、S1 NO.1 STYLE）◎ ※単体ベスト
- 完全緊縛されて無理やり犯されたJカップ女子大生 松本菜奈実（8月19日、S1 NO.1 STYLE）
- 1ヵ月間セックスもオナニーも禁止され爆乳Jカップが異常感度ムラムラ全開でアドレナリン大爆発! 痙攣しまくり性欲剥き出し焦られFUCK 松本菜奈実（9月20日、S1 NO.1 STYLE）
- 4大スーパーボディ4輪車 最高級ハーレム風俗マンションへようこそ 奥田咲 星野ナミ 松本菜奈実 葵（10月19日、S1 NO.1 STYLE）
- 優しすぎて本番までご奉仕ハッスル!! Jcupプルプルおっパブ嬢 松本菜奈実（10月19日、S1 NO.1 STYLE）
- 無意識にいつも僕を挑発してくるJカップ着衣巨乳のお姉さん 松本菜奈実（11月20日、S1 NO.1 STYLE）
- 痴漢されたその後、名前も知らないその男と貪るようにハメまくりました 松本菜奈実（12月19日、S1 NO.1 STYLE）

- 松本菜奈実 S1卒業 最初で最後のファン大感謝祭 Jカップ神乳ヌキまくりハメまくり大乱交 THE FINAL4本番スペシャル（1月19日、S1 NO.1 STYLE）
- オヤジの濃厚テクでイクイク体質にされた爆乳女子大生 松本菜奈実（2月1日、Fitch）
- 人妻は接吻に堕ちる 許されぬ義父との口づけ 松本菜奈実（2月7日、アタッカーズ）
- 女性に不慣れな僕に親切な人妻のフロントホック・ブラ 2着目(The Second) 松本菜奈実（2月7日、マドンナ）
- 完全主観 お義姉さんと筆おろし性活 松本菜奈実（2月7日、BeFree）
- 唾液を絡ませ自ら腰を振る。素顔丸出し一泊旅行。 「男の夢が詰まった爆乳おっぱい編」松本菜奈実（2月25日、ダスッ!）
- 猥褻マーサッジ 夫の知らない妻の秘密 松本菜奈実（3月7日、アタッカーズ）
- 最近通い始めたヨガ教室の混浴サウナで偶然知り合った妻の友人と… 松本菜奈実（3月7日、マドンナ）
- Jcupコスプレイヤーファン限定!! 爆乳ぶっかけパイズリ乱交オフ会 松本菜奈実（3月13日、E-BODY）
- 解禁 真正中出し 松本菜奈実（3月25日、本中）
- 誘惑上手のななみさん 松本菜奈実（3月25日、ダスッ!）
- 最強の肉感コミックを松本菜奈実で遂に実写化! 人をダメにするちょいブス 〜顔40点、身体120点の彼女〜 松本菜奈実（4月1日、Fitch）
- エロテ過ぎる痴女浜崎真緒とレズに溺れる 初レズビアン。 松本菜奈実レズ解禁!! 松本菜奈実 浜崎真緒（4月7日、ビビアン）
- 抱かれたくない男に死にたくなるほどイカされて… 松本菜奈実（4月7日、マドンナ）
- 爆乳美少女天然マシュマロおっぱい 松本菜奈実（4月8日、unfinished）
- 挟射直後の物凄い追撃連射パイズリ 松本菜奈実（4月13日、MOODYZ）
- 隣人に俺の彼女が寝取られて。 「突然見せられた全裸のプライベート動画」松本菜奈実（4月25日、ダスッ!）
- ナンパJAPAN検証企画! 「混浴すると絆が深まるって知ってましたか?」 オフィス街で見かけた男上司と女部下が二人きりで初めての混浴体験! 巨乳編! ポロリ連発するマイクロビキニ姿の部下と勃起した上司がラブホのジャグジーに入ったらどうなっちゃうの??（4月25日、ナンパJAPAN）※「ななみ」名義
- 絶対にナマで連射させてくれる連続中出しソープ 松本菜奈実（4月25日、本中）
- 両親の居ない日、僕は妹と精子が枯れるまで1日中ヤリまくった。松本菜奈実（4月26日、TMA）
- 高確率でヤレると噂のマッチングアプリで会った爆乳Nさん (広島県出身 上京し一人暮らし 丸の内の証券会社勤務)（4月26日、S級素人）※「N」名義
- 超高級中出し専門ソープ 松本菜奈実（5月1日、MOODYZ）
- 超絶倫弟にハメられまくる無防備な爆乳姉 童貞弟を誘惑したつもりが…まさかの逆転! 松本菜奈実（5月1日、Fitch）
- 松本菜奈実 エスワン出演全20タイトル完全コンプリート12時間BOX（5月19日、S1 NO.1 STYLE）◎ ※単体ベスト
- 洗脳啓発ゼミナール 松本菜奈実（5月25日、ダスッ!）
- 職業体験NTR インターンの大学生に堕ちた妻の衝撃的浮気映像 松本菜奈実（5月25日、マドンナ）
- 我慢顔&暴発大好き! 弟喰いが止まらない爆乳淫語お姉ちゃん 松本菜奈実（6月1日、Fitch）
- 洗脳支配 開発された肉体 松本菜奈実（6月7日、アタッカーズ）
- 文系爆乳お姉さんがささやき騎乗位でじっくりねっとり犯してあげる 松本菜奈実（6月7日、PREMIUM）
- 欲求不満な団地妻と孕ませオヤジの汗だく濃厚中出し不倫 松本菜奈実（6月13日、溜池ゴロー）
- 彼女のお姉さんは巨乳と中出しOKで僕を誘惑 松本菜奈実（6月19日、OPPAI）
- 不倫中で嫌がる妻にねっちょりバック中出し 松本菜奈実（6月25日、本中）
- 『神乳』Iカップ人気シリーズ登場!! 向かい部屋の人妻 松本菜奈実（7月7日、マドンナ）
- めちゃシコ文系美女がねっとり抜いてくれる夢のデリバリーヘルス 松本菜奈実（7月7日、BeFree）
- 僕を助けてくれる幼なじみがいじめっこに犯されているのを見て勃起した 松本菜奈実（7月13日、MOODYZ）
- 彼女が家族旅行で一週間留守にしたので彼女の巨乳女友達に中出ししまくりました。松本菜奈実（7月19日、OPPAI）
- 彼女のお姉さんがとんでもないボイン!!こっそり誘惑されて声ガマン中出しさせられちゃった僕。松本菜奈実（7月25日、本中）
- Jカップノーブラ透けおっぱい家庭教師正解するたびご褒美パイズリされる夏期講習 松本菜奈実（8月1日、MOODYZ）
- 夫よりも義父を愛して…。松本菜奈実（8月7日、マドンナ）
- 相部屋姉弟 10年間、毎日、毎日、お姉ちゃんのおっぱいはボク専用。松本菜奈実（8月13日、MOODYZ）
- 男を勃起させる卑猥なBODY デカ乳敏感デリヘル嬢 松本菜奈実（8月19日、OPPAI）
- 下着汗を嫌う従姉のびっちょり濡れ透けが誘惑的すぎた夏休み。松本菜奈実（8月25日、痴女ヘブン）
- 「俺、お前らのパワハラ上司抱きまくってるぜ?」 部下に厳しすぎる巨乳女上司に毎日ヒィヒィ言わせて中出しをおねだりさせている僕 松本菜奈実（8月25日、本中）
- 人気同人コミック初実写化!! 爆乳NTRの俊英!! 原作:篠塚裕志 俺が見たことのない彼女 松本菜奈実（9月7日、マドンナ）
- すんごい乳首責めで中出しを誘う連続膣搾り痴女お姉さん 松本菜奈実（9月25日、本中）
- 「優しいママが僕をいじめるショタにレイプされてる…!」コンビニで働いてるママが万引きショタを注意したら、実はボクをいじめてる奴らで、仲裁に入ろうとしたら、いじめをやめる代わりに爆乳のママにエロいことをやり始めて、ママはショタちんちんの虜になっちゃった! 松本菜奈実（9月26日、SODクリエイト）
- 鶯谷で超人気! 赤ちゃんに戻れる大人のおっぱいチューチュー授乳風俗店 松本菜奈実（10月1日、MOODYZ）
- 松本菜奈実の凄テクを我慢できれば生★中出しSEX!（10月1日、ワンズファクトリー）
- むっちりスケベな密着肉感マッサージ 柔らかオッパイに包まれてパイズリ挟射 松本菜奈実（10月13日、MOODYZ）
- おれの妻に限って不倫なんか無いと思っていた…。 熱帯夜 ～新章～ 兄と妻の燃え上がるように求め合う不倫中出し性交【NTR】松本菜奈実（10月13日、溜池ゴロー）
- 巨乳グラドルに剥き出しで誘惑される色恋中出し闇営業 松本菜奈実（10月25日、本中）
- TVの前のユーザー皆様に究極のオナニーを約束します! 淫語女子アナ19 バスト100cm神乳アナ松本菜奈実SP チ○ポ、マ○コをカメラ目線で連呼する超真面目なニュース番組 おっぱいがバインバイン揺れすぎ女子アナななみん巨乳ースSHOW!（11月7日、ROCKET）
- お店に内緒でこっそり裏オプご奉仕おっぱいメイド!Jカップ乳誘惑でフル勃起!!リピート率120%! 松本菜奈実（11月13日、MOODYZ）[36]
- 今日これから…君の乳首、犯しにイクね♡ 松本菜奈実（11月29日、ドリームチケット）
- Jカップ松本菜奈実中出しSEXベスト17本番38発射（12月25日、本中）※単体ベスト

- コンドームが破れてまさかの生ハメ!超加速するピストンで何度も中出し! 松本菜奈実（1月1日、ワンズファクトリー）[37]
- ボイン大好きしょう太くんのHなイタズラ 松本菜奈実（1月2日、グローリークエスト）
- ナチュラルハイ新春特別作品成人式痴漢 中出しSP（1月9日、ナチュラルハイ）
- 夫婦で挑戦! 夫が松本菜奈実の凄テクを20分我慢できたら賞金! 2回イカされちゃったら妻が寝取られ中出しSEX!!（1月13日、はじめ企画）
- やりすぎ家庭教師 Iカップ巨乳おっぱいで献身的指導♡ 松本菜奈実（3月6日、h.m.p）
- 圧倒的乳迫力! I cup & Icup SPECIAL W BOIN 松本菜奈実 宝田もなみ（3月13日、Million）
- 耳舐め囁き洗脳された巨乳レズビアンが彼女の前で寝取られ堕ちた日。渚みつき 松本菜奈実 七菜原ココ（4月7日、ビビアン）
- 露出度MAX!過激コスチューム × 官能的4本番（4月10日、BAZOOKA）
- 巨乳なうえにいつもノーブラだから下乳ぷるぷるが気になるし、ニーハイ絶対領域もプニプニだから揉みたい! エッチしたい! 女子○生もその気になってマ○コにチ○ポを入れちゃいます!（4月23日、SWITCH）
- 巨乳デリヘル 松本菜奈実（4月25日、ゲインコーポレーション）
- 催眠捜査官 松本菜奈実 小早川怜子（5月8日、SODクリエイト）
- デフォルト状態がすでに通常の三倍スペックの破壊力!エロ攻撃力が高過ぎるボクの新しいお母さんは巨乳で巨尻でナイスボディ! 松本菜奈実（5月8日、クリスタル映像）
- パイズリ巨乳ママ デカ乳輪のパイズリま○こ 松本菜奈実（5月19日、ドグマ）
- マジックミラー号 看護師限定 「絶倫ち○ぽ診察してくれませんか?」 勃起が収まらなくて困っている男性をあの手この手で優しく導く白衣の天使たち3名収録（5月21日、SODクリエイト）
- 「ななみんチャンネル」 Vlogはじめました! いまどき女子の私生活、男運最悪なうえに遊ばれて中出しされるワタシ。松本菜奈実（6月5日、h.m.p）
- 完全プライベート映像 現役最強Iカップアイドル娘 松本菜奈実と初めての二人きりお泊まり（6月7日、パコパコ団とゆかいな仲間たち/妄想族）
- 日本最大の繁華街にある「老舗おっぱいパブ」でオキニの嬢が騎乗位生ハメで中出しするまで 松本菜奈実（6月11日、Mr.michiru）
- 人妻爆乳崩壊 松本菜奈実（6月11日、センタービレッジ）
- ヌレ濡れスケ透けレズビアン 七瀬ひな 松本菜奈実（6月19日、レズれ!）
- 「あなた、ごめんなさい…。」妊娠危険日にムリヤリ義父に種付け中出しされています… 松本菜奈実（6月26日、人妻花園劇場）
- 隣人の情婦になってしまった妻 松本菜奈実（7月7日、JET映像）
- ペアルーム痩身サロンで施術師に欲求不満がバレて弄られ快楽堕ち!!（7月10日、LEO）
- Jcup爆乳グラドル 松本菜奈実8時間BEST（7月13日、Fitch）※単体ベスト
- 彼女がボンデージに着替えたら。Mな私とSな私… どっちの私が好き? 松本菜奈実（7月24日、クリスタル映像）
- ラッキーな胸チラを発見し、気づかれないように見てたけど、やっぱりバレてた?! 14～人妻の日常編～（8月7日、LEO）
- 松本菜奈実のえちえちヒー○テック（8月13日、ミル）
- 素人ハメ撮り おっぱい先生 1（8月28日、TMA）
- はだかの家政婦 全裸家政婦紹介所 松本菜奈実（9月1日、プラネットプラス/裸婦趣向）
- 若者のセックス離れって本当!? 街で見かけた一般の男女に謝礼でキスのお願い! その後二人っきりにさせたら謝礼なしで進展はあるのか!? 5（9月10日、ホットエンターテイメント）
- 巨乳奥様がパイ拓に挑戦!! 母性溢れるマシュマロおっぱいを童貞君に超密着 「おっぱいだけでカチカチになる男子ってかわいい!」優しく筆おろし中出しSEX（9月11日、赤面女子）
- 全裸パイパイハイスクール 大きなオッパイでボクだけに優しく性指導してくれる全裸女教師とのハレンチスクールライフ 吉根ゆりあ 松本菜奈実 羽生ありさ（11月13日、BAZOOKA）
- 囁きパイマ○コ 巨乳ASMRで脳汁イキ狂い 松本菜奈実（11月19日、ドグマ）
- Jcupヤミツキになる柔らか爆乳 松本菜奈実BEST（11月19日、OPPAI）※単体ベスト
- お姉さんの巨尻が猥褻過ぎて秒殺で悩殺!! 松本菜奈実（12月1日、MARRION）
- イイ女でガン見挑発してとことん腰フリ卑猥語連呼 松本菜奈実（12月19日、MARRION）

- 松本菜奈実 BEST（1月13日、溜池ゴロー）※単体ベスト
- 犯してあげる 出張訪問痴女カウンセラー 在宅中の男性を完全セクシャルヘルスケア（1月15日、BAZOOKA）
- パイマゾ 爆乳ドマゾ絶頂イキ狂い 松本菜奈実（1月19日、ドグマ）
- 久しぶりに帰省ってきたお姉ちゃんと一緒にお風呂に入ったら… 松本菜奈実（2月19日、ROYAL）
- 色白デカ尻の家事代行おばさんに即ハメ! デカチンの虜になった人妻が翌日勝手に押しかけてきたので満足するまで何度も中出ししてあげた 3 松本菜奈実（2月19日、DEEP'S）
- 近ごろ豊満な熟女体型を気にしはじめた嫁の母が恥じらう姿に僕は勃起してしまった 松本菜奈実（3月13日、VENUS）
- 人をダメにするぷるるんおっぱい!! 神巨乳マシュマロ風味 松本菜奈実 神が与えしロリぽちゃボディにスク水やブルマにマイクロビキニを着せ、トロけ出す巨乳を接写や騎乗位で揺れを楽しみパイズリからの生ハメで気持ちいい女体を堪能し生中出しでご馳走様するAV（3月25日、親父の個撮）
- 地味メガネ巨乳肉感むちむちボディに挟まれて何度もイカされるW密着おっぱい無制限射精ソープ 松本菜奈実 初愛ねんね（3月25日、痴女ヘブン）
- 耐えたら賞金100万円! イッたらデカチン即ハメ! 高学歴巨乳女子大生イキ我慢チャレンジ! 人生初のクリトリス直撃電マ責めで絶頂潮! 潮! 2（3月25日、サディスティックヴィレッジ）
- 母の親友 松本菜奈実（4月7日、VENUS）
- 完全着衣 ピタパン尻とムッチリ胸 松本菜奈実（4月8日、RADIX）
- 変態おっさんのパコ活動画 デカパイ痴女なーたん（4月19日、チキチキカマー/妄想族）
- 内見中に大きな胸を揉まれ感じた巨乳不動産レディは生でヤられても拒めない?（5月7日、DANDY）
- 360度おっぱい天国!! ボクだけを愛してくれていっぱいイカせてくれる 夢の一夫多パイ新婚性活 稲場るか 羽生アリサ 松本菜奈実（5月13日、Million）
- スペンス乳腺開発クリニック 松本菜奈実（6月19日、OPPAI）
- 素人ヘアヌード大図鑑 ～巨乳 & 爆乳編（6月25日、S級素人）
- ‘乳首媚薬’乳首が超絶ビンカンになる媚薬を隣の若妻に飲ませてイカせまくる!! 乳首クリトリスになった激イキ若妻はチ●ポを拒めずに快楽堕ち…!（7月13日、SCOOP）
- よだれ玉 陵辱手コキ（7月25日、SEX Agent/妄想族）
- 巨乳だらけのシェアハウス 開放的なお姉さまたちの性欲が強すぎておっぱいまみれの濃厚ハーレムに入居者男性の精子が追いつかず退去者続出!?（8月6日、DOC）
- パンチラを堪能しながら乳首舐めで射精したいって欲張りですか?（8月7日、アロマ企画）
- メチャクチャ酔っぱらった女上司を家まで送ったらパワハラ生SEXで何発も精子を抜かれまくったボク（8月13日、SCOOP）
- 素人鬼カワ娘 個撮・ドスケベ・デカ尻・ギャル・ハメ撮りvol.2（8月19日、チキチキカマー/妄想族）
- 都合のイイ地味メガネ巨乳 乳首ビンビンいいなり後輩OLムチムチボディを揉みまくり、朝まで、何度も、中出し交遊録。吉根ゆりあ 松本菜奈実（9月7日、MOODYZ）
- バイト先で働く美しい人妻を家に連れ込み中出しセックス 松本菜奈実（9月14日、VENUS）
- 完全主観 地味で目立たない恵体人妻は絶倫デカチン男の事が忘れられない。爆乳 × デカ尻いいなり肉ペット バスト100cmJカップななみさん 巨根に雌堕ちNTR（9月21日、ゾクゾク娘/妄想族）
- もちもちの豊満乳房に顔埋めながらベロンベロンに乳首舐められ続ける。2（9月21日、アロマ企画）
- 【完全主観】即尺即ハメOK美少女メイドと排卵日子作りエッチしよっ Vol.002（10月12日、BAZOOKA）
- フェロモン先生の囁き淫語レッスン（11月9日、アロマ企画）
- やりたい放題のカラダ いいなりセフレを20cm巨根で犯す。（11月9日、S級素人）
- 久しぶりに親戚家に遊びに行ったら、爆乳に成長したお姉ちゃんがノーブラ無防備で無邪気に誘惑してきた 松本菜奈実（11月11日、ヒビノ）
- 戦争が終わって用済みになった人間兵器の巨乳美少女を拾って家に持ち帰ってみたら… オトナテイコク・山羊野メェ吉が描く傑作同人を最速実写化!（11月16日、MOODYZ）
- 欲求不満妻の温泉逆ナンパ! むっちり爆乳サンドイッチSEX 塚田詩織 松本菜奈実（11月16日、Fitch）
- デカパイでクソエロボディーのセフレを晒します!（11月16日、チキチキカマー/妄想族）
- 無類のデカ乳狂いサイコパス肉欲輪姦 松本菜奈実（11月23日、AVS collector’s）
- 近親相姦 ビキニママ 今度こそ!! 年末ワイハに行きたくて 松本菜奈実（11月23日、VENUS）
- 一般男女モニタリングAV 近親相姦しちゃった母子のその後まで追跡スペシャル マジックミラーの向こうには再婚したての父親! 巨乳の新しいお母さんと童貞の息子が2人っきりの密室で筆おろし中出し!! …した後日談:義母と息子の何度も繰り返される父には秘密の近親相姦を家庭内盗撮 4（11月23日、DEEP'S）
- 整体院で絶倫じぃさんに媚薬を盛られ敏感になった巨乳をしゃぶられイカされ続けた女子○生（12月9日、ナチュラルハイ）
- 憧れのカノジョ 松本菜奈実（12月14日、クリスタル映像）※単体ベスト
- 闇夜の不法侵入→女子の寝所へ忍んで痴漢行為→強制射精（12月14日、SEX Agent/妄想族）
- 父が出かけて2秒でセックスする母と息子 松本菜奈実（12月21日、VENUS）
- エロ尻アナル見せ騎乗位 2（12月21日、アロマ企画）

- 元ギャル上司のオッパワハラが超ヤバイ! 爆乳で挟まれるエロすぎる指導に、朝まで続く射精命令! 松本菜奈実 佐知子（1月18日、kira☆kira）
- 色気ムンムン女上司に仕組まれた相部屋マラ喰い逆NTR 朝までムチ乳デカ尻中出しプレスで12発ヌカれたボク… 稲場るか 松本菜奈実（2月1日、ワンズファクトリー）
- 「キミおっぱい見てたでしょ? パコりたいなら裏来いや!」 えっココで!? いきなり乳ぽろビッ痴! 悪ノリギャルズがパイズリ杭打ちサンドで中出し昇天させてアゲル! 宝田もなみ 松本菜奈実（2月15日、OPPAI）
- 1日1組限定の隠れ宿! 常に若女将が密着つきっきりで丁寧に貴方の肉棒をもてなす最高の射精旅館 松本菜奈実（3月15日、Fitch）
- 自粛明けの風俗店お客様第1号! 棚ぼた5Pハーレム大乱交 小梅えな 松本菜奈実 佐知子 吉根ゆりあ（3月15日、OPPAI）
- S級熟女コンプリートファイル 松本菜奈実 6時間（4月5日、VENUS）※単体ベスト
- 【ちょいサドでもいい？】爆乳中出しソープ潜在マゾ覚醒無限連射コース 松本菜奈実（4月21日、Materiall）
- 【悲報】このあとこの巨乳ちゃんたちがマッサージ師のおじさん達に美味しくいただかれるっ!! 2（6月9日、LEO）
- SNSで密かに話題沸騰!? 町はずれの地下にある、肉々しさMAXのむっちり肉感ガールズバー!! 1度足を踏み入れればリピート確定!! 押し寄せてくるバインバインのオッパイ・お尻にまみれて飲めば思わずチ●ポもグイ! ググイ!! 推しの子との抜け駆け生ハメに特別サービスも盛沢山との噂も!?（6月14日、SCOOP）
- 爆乳逆バニー男潮吹くまでPtoPご奉仕中出しFUCK 松本菜奈実（6月23日、Materiall）
- オイルマニア 松本菜奈実（7月5日、プラネットプラス/七狗留）
- 唾液ダラダラ顔面deep舐めフェラチオ（7月21日、Materiall）
- GO! GO! 爆乳キャンピングカーハーレム Wデカ乳に挟まれ密着プレス24時間犯され中出し旅行 松本菜奈実 吉根ゆりあ（8月2日、MOODYZ）[38][39]
- THEドキュメント 本能丸出しでする絶頂SEX ムチムチJcupグラビアGAL中出し乱交チ○ポ狂い 松本菜奈実（8月16日、美人魔女/エマニエル）
- 超密着接写 卑猥淫乱ビッチ 爆乳豊満ハメ狂い 松本菜奈実（8月23日、AVS collector’s）
- 真夏に爆乳同僚とウチの風呂で混浴した蒸し汗だらっだら中出し性交 松本菜奈実（10月20日、Materiall）
- 爆乳キメセク潮吹き絶頂 彼氏が居るすぐ隣で整体師に寝取られて… 松本菜奈実（11月1日、Fitch）
- 「あの、勃起してません?」 パーソナルトーレーナーを逆3P誘惑する爆乳爆尻姉妹 松本菜奈実 水原みその（12月22日、Materiall）

- 戦争が終わって用済みになった人間兵器の巨乳美少女を拾って家に持ち帰ってみたら… 2  シリーズ累計4万部超え! オトナテイコク・山羊野メェ吉の超人気『無抵抗ファンタジー』の完結編を実写化!（1月3日、MOODYZ）
- 極上の美巨乳ボディ × 大量ローションで絶頂必至!! エゲつないぬるテカ肉感デリヘル（1月24日、BAZOOKA）
- 噂の乳首ビンビンで痴女ってくるW神乳ピンクコンパニオン! 裏オプおっぱい変態宴会ゲームで逆3Pハーレム中出し乱交ヤレちゃいました（2月21日、はじめ企画）※「ななみ」名義で出演。
- 社員旅行で下品な宴会ゲームをやらされて発情した同僚たちに一晩中犯された彼女 松本菜奈実（4月4日、ワンズファクトリー）
- 【4K撮影】Jcup乳首開発ポルチオ超え乳首アクメ 松本菜奈実（4月6日、Materiall）
- 【B100cm W62cm H100cm】 究極BODY爆乳 & 爆尻ゆれっ放し潮吹き中出しフェスタ 松本菜奈実（4月20日、BonキュンBon）※同名配信作品のDVD版
- マゾメスソープへようこそ! 原作・ちんちん亭の名作、怒涛の連続アクメ漫画を実写化! 松本菜奈実 有岡みう（5月2日、MOODYZ）
- 夢のハーレム一夫多妻 金は無いけど爆乳と愛に溢れた子作り生活 松本菜奈実 小花のん 花柳杏奈 弥生みづき（5月2日、MOODYZ）
- 夫の寝取られ願望を叶える理想の嫁 松本菜奈実（6月20日、プラネットプラス/七狗留）
- 地味子さんと生ハメセックスしませんか? 総販売数10,000超え! 大人気エロCGをついに実写化!（7月4日、MOODYZ）
- 潮吹き中出し特化型アクメエステ天国 松本菜奈実（7月6日、BonキュンBon）
- 甘～いベロベロキッスとJ乳ホールドで絶対に逃がさない圧搾精杭打ちピストン騎乗位 松本菜奈実（7月20日、Materiall）
- ‘INGO’ IN GOD ECSTASY 男達に卑猥な淫語を囁き豊満なボディで絶頂させ完全支配! スケベ痴女淫語 松本菜奈実（9月12日、AVS collector’s）
- 総合婦人肌着メーカーWAKOSUKE 松本菜奈実（10月10日、AVS collector’s）
- W巨乳サウナレディー室温100℃で密着圧迫サービス汗ドロドロ中出し性交 松本菜奈実 宝川莉子（10月26日、Materiall）
- 素人モニタリング 初めて会って即キス!! 一体どうなっちゃうのか?と思いきやキスの威力で即堕ちする女子続出! 一般男女の生態観察12名（12月8日、ホットエンターテイメント）

- マジックミラー号 × Materiall 祝 専属! デカパイ100cmJカップで街角の素人を連続捕獲! 大量潮吹き潮吹かせでびしょ濡れる逆ナンどしゃ降り中出しSP! 松本菜奈実（4月11日、Materiall）
- おしゃぶり早抜き学級委員長 松本菜奈実（5月23日、Materiall）
- Jカップ神乳プライベート剥き出し生ハメ撮り 松本菜奈実（7月25日、Materiall）
- 【脳イキしてみる?】小悪魔淫語で脳と金玉がトロける最高のオナサポASMR 松本菜奈実（8月22日、Materiall）
- これが本気のアヘ顔!! 私、イクとこんな顔になっちゃうのSP 6（9月6日、LEO）
- まるっと! 松本菜奈実（9月20日、プラネットプラス）※単体ベスト
- スキあり過ぎる地味メガネのJカップ無自覚誘惑で鬼ピストン中出しSEX 松本菜奈実（10月24日、Materiall）
- 体育大生の汚部屋にクレーム凸したらヤられてヤって抜かずの連続中出し99発 松本菜奈実（12月12日、Materiall）

- J-CUP専属決定第1弾!! 美しい人妻のねっとり甘い接吻と高級ランジェリーSEX 田舎育ちの僕を誘惑する都会暮らしの叔父の妻 松本菜奈実（1月21日、Fitch）
- 推しだったグラドルの彼氏になって立場逆転! 僕だけに従順なパイズリ特化型いいなりペット 松本菜奈実（2月18日、Fitch）
- 憧れの巨乳女上司とエッチな関係に… 実写版! 会社のマドンナとラッキーでヤれた話 松本菜奈実（2月16日、Fitch）
- 憧れの巨乳女上司とエッチな関係に…  実写版! 会社のマドンナとラッキーでヤれた話 松本菜奈実（3月18日、Fitch）
- 4K機材で撮影された美熟女ボディを徹底的に堪能! 極限アングルで迫るエロコス爆乳接写オナニーサポート ささやき淫語 & 寸止め焦らしスペシャル! 松本菜奈実（5月20日、Fitch）[40]
- FANZA同人販売数シリーズトータル13万部の人気作品を映像化!! 実写版! 僕にセフレが出来た理由 ～おとなりの人妻編～ 松本菜奈実（6月17日、Fitch）
- 笑顔と爆乳で癒しながら極上のおチ〇ポほぐしで快感エンドレス! 身体の芯から気持ち良い超絶品アジアン回春エステ 松本菜奈実（7月29日、Fitch）

### アダルトVR
- Jカップ爆乳彼女と密着イチャイチャ超リアル同姓VR体験 松本菜奈実（6月14日、S1 NO.1 STYLE）
- ホロ酔い爆乳女子大生と確実にヤレる! チクビ当てゲームも王座ゲームもヤリ放題で超モテまくり飲み会SEXの一部始終 松本菜奈実（6月19日、S1 NO.1 STYLE）

- 松本菜奈実のハイクオリティJカップおっぱい揉みまくりVR!! 揺れ乳対応60fps! 肩こりエステ×おっパブギャル×スキありボインで爆乳激圧高画質インパクト!!（3月8日、MOODYZ）
- 隣のえっちなお姉さんの家に預けられた僕。 松本菜奈実（5月24日、unfinished）
- 松本菜奈実の巨乳を味わう! 新婚編!（5月25日、KMPVR-bibi-）
- 近所の人妻 菜奈実さんはいつもノーブラで自慢のJカップおっぱいを無自覚に見せつけボクをこっそり誘惑してくる欲求不満なドスケベ奥さんだった。（7月26日、マドンナ）
- トータルバスト300cm!おっぱいいっぱいパラダイス!ボインなママ友が次から次へと群がってくるラッキーエロ展開VR 三島奈津子 松本菜奈実（8月9日、MOODYZ）
- 取調室VR 〜巨乳ドS捜査官の事件簿〜（8月19日、マドンナ）
- Jカップ × Iカップ包囲網!! 前後プレス!左右プレス!ド迫力おっぱいサンドVR 義理のお姉ちゃんの4つのおっぱいに心もカラダも埋もれ続ける爆乳はさみうちVR 松本菜奈実 凛音とうか（10月9日、MOODYZ）

- M男クンのアパートの鍵、貸します。 松本菜奈実（3月13日、ワープエンタテインメント）
- 虜にするカラダ 松本菜奈実の「100cm Iカップ巨乳×高弾力90cm巨尻×マ○コ絡みつく生ハメ」（4月9日、SODクリエイト）
- McupとJcup神乳サンドイッチ逆3P! W爆乳女上司とまさかの相部屋VR 松本菜奈実 吉根ゆりあ（5月8日、E-BODY）
- ボクの家庭教師は優しくて美人で巨乳な日本一のエロマン先生 松本菜奈実（5月14日、CRYSTAL VR）
- 人気NO.1爆乳泡姫が汚いチ○ポ即尺! ローションまみれの洗体プレイや神乳パイズリでアナタをご奉仕! 生ハメ中出しOK発射無制限の子作り孕ませソープランド 松本菜奈実（5月21日、コアラVR）
- 淫音特化で完全没入必至!! ASMR VR（7月18日、KMPVR）
- 口内愛液VR（8月6日、KMPVR）
- 乳首責め専門デリヘル嬢 じ～っくりね～っとり騎乗位で生中出し 松本菜奈実（8月27日、Mr.michiru）
- 叫び狂うイカされ中毒者続出! 君臨する爆乳痴女にひたすら犯され続ける支配的エンドレスM性感 松本菜奈実（9月7日、KMPVR-bibi-）
- 雨に濡れた隣に住むダブルJカップ姉妹 透けた下着に興奮し順番にシャワーを貸している間にこっそり姉妹丼! 佐知子 松本菜奈実（9月10日、SODクリエイト）
- 巨乳女体化VR（9月17日、KMPVR）
- HQ劇的超高画質 神乳 結婚前夜NTR 今夜だけなら… 愛してた女が別の男と結婚 最初で最後の熱いSEX 松本菜奈実（10月1日、ブイワンVR）
- ノーモザイクオナニー ～美少女の絶対領域～（10月4日、KMPVR）
- 彼女がボンデージに着替えたら… 無邪気な彼女が豹変! 飛び出したおっぱいが凄い… 爆乳痴女SEX! 松本菜奈実（10月15日、CRYSTAL VR）
- 乳神様の天井特化アングル騎乗位 松本菜奈実（10月30日、KMPVR）
- ぬるテカおっぱいVR 美乳・巨乳・爆乳の8名勢ぞろいのおっぱいを見てストレスフリー!（11月9日、SODクリエイト）

- 露出画像掲示板の住人の誘惑VR 松本菜奈実（6月4日、CASANOVA）
- 偶然! 担当のマッサージ師が幼なじみ! 照れるぬるぬるオイルマッサージが最高。 松本菜奈実（6月18日、CASANOVA）
- 人生初めての乳撃!! もはや凶器と化したおっぱいで圧迫されまくる極上メンズエステ 松本菜奈実（7月24日、KMPVR）
- パンチラ×太もも×ニーソ 絶対領域VR 4（9月11日、CRYSTAL VR）
- 風呂場に閉じ込められて義姉と二人っきり! 寒いので湯船に一緒に浸かっていたら我慢できずに朝まで犯しまくった一部始終! 松本菜奈実（9月14 日、アタッカーズ）
- 学校へ行かなくなった僕をイカせてくれた爆乳クラス担任のぶるんぶるん熱血指導 松本菜奈実（9月17日、KMPVR）
- おっぱいモミモミしながら同時イキッ!! 巨乳を揉んで揉んで揉みまくりながら中出ししたいアナタのためのVR「もう、おっぱいしか見えない!!」（12月23日、ワンズファクトリー）※「ななみさん」名義で出演。

- 【本番無しのマットヘルス専門店】でJcupの神乳風俗嬢が即尺・エロマッサージ・淫語・パイズリ極上ご奉仕!【事故のフリして生ハメしてくる小悪魔美女】を絶頂させまくって敏感マ○コに中出ししまくった5射精【口内射精・淫手コキ・中出し3発】 松本菜奈実（4月29日、こあらVR）
- 天井特化＆地面特化アングルVR ～爆乳おっぱいに前後左右に囲まれ、口・おっぱい・マ○コに中出ししまくり絶頂射精おっパブ～ 松本菜奈実 推川ゆうり（5月13日、KMPVR）
- 【悪徳マッサージ】肩こりに悩むJcup爆乳むっちりオンナを日本未承認【超強力媚薬】で発情させ【潮吹き・エビ反り絶頂連発!】チンぐり返し・神乳パイズリを愉しみハメにハメまくった【挟射×2・顔射・中出し】キメパコSEX 松本菜奈実（5月27日、こあらVR）
- BOIN & WET SEX 松本菜奈実（5月31日、KMPVR）
- 朝起きたら物凄いカラダのお姉さんが隣にいて何も覚えてない僕と当たり前のように肉弾セックスしまくり連続中出し 松本菜奈実（5月31日、アリスJAPAN）
- 【超爆乳高画質VR】 イヤラしすぎるランジェリーW痴女お姉さまの肉弾汗だくSEX 肉々しい痴女2人からエンドレスに理不尽な調教セックスで責められ続けるM専VR 春菜はな 松本菜奈実（8月17日、ワンズファクトリー）
- 【脚フェチルーズソックス特化VR】15人完全撮りおろし（9月9日、こあらVR）
- 童顔 × 100cmJカップの迫力を全力堪能! 乳神・松本菜奈実を集めたKMPVRコンプリートBEST（10月14日、KMPVR）※単体ベスト
- 新・シコってたら下着姿のエロいお姉さんがあらわれて耳舐め/ベロキス/顔面舐められまくりの濃厚セックスをした 松本菜奈実（10月31日、アリスJAPAN）

- ＜領域展開＞ 究極4P 密着おっぱいサンドイッチセックス。 父の再婚相手の連れ子の3人のお姉さんは超爆乳おっぱい!? 全員ヤリマンで、前後左右おっぱいにトリプル包囲させられ 3人全員を孕ませるまで何回も膣に射精させられた夏休み 月野かすみ 姫咲はな 松本菜奈実（1月16日、SODクリエイト）
- 地味メガネ巨乳ソープVR W肉感むちむちボディに挟まれ、密着され、搾り尽くされる20射精2SEX180分 吉根ゆりあ 松本菜奈実（3月28日、痴女ヘブン）
- VR兔之御宿 登山中に迷い込んだのは、なんと常に発情した兔人族のハーレム兔御殿だった! エッチなうさぎの極上接待を受けて、身も心も極楽浄土へ?!!!究極ハーレムプレイ! 松本菜奈実 水原みその 夕季ちとせ（7月31日、SODクリエイト）
- 汗臭チ●ポで発情する匂いフェチ爆乳Jカップ痴女妻に風呂入る間もないほど精子を搾り取られ続ける（悪?）夢のような結婚生活 松本菜奈実（9月20日、P-BOX VR）
- ラッキースケベを装いオチ●ポ焦らしを楽しむ爆乳J-cupヤリマンエステティシャン 松本菜奈実（10月4日、P-BOX VR）

- 【Fitch高画質8K肉感VR】体液とローションが入り混じり脳がしびれる程気持ちいい密着中出しサロン Jcup爆乳の中毒性が強い”ヌルヌル乳圧迫”で快楽ドバドバ連続射精! 松本菜奈実（8月8日、Fitch）

### アダルト配信
- Nさん (ore522)（4月25日、俺の素人）
- ななみ (orec377)（8月1日、俺の素人）
- 【中出し速報】Jカップ爆乳ショートカット美女にコッソリ中出し決めたったwパチンカス彼氏のタネ銭のために半ば無理やりAV出演させられる爆乳彼女w最初は乗り気じゃなくてもプロのデカチンにヨガリ狂う彼女を見て彼氏はボー然自信喪失大後悔www NTR.net case11 みずき 23歳 美容師（9月25日、NTR.net）
- 【超SSS級神乳】23歳【パイオツカイデー】ななみちゃん参上! お惣菜屋さんに勤める彼女の応募理由は『おっぱいを自慢しに来ました♪』【爆乳Jカップ】を惜しげも無く自慢したい変態美少女! とにかくおっぱいで男をもてあそぶのが大好き! 暴発必死の【神パイズリ】は必見! 荒ぶる神乳の激イキSEX見逃すな!!（10月9日、ARA）
- マジ軟派、初撮。1396 ななみ 24歳 飲食店員 (グラドルの卵) 「彼氏にプレゼント買ったのに、今日来れないって～…」と夜の新宿で所在なさげなグラドルの卵をナンパ! そのココロとカラダの隙間、僕たちに埋めさせてください! 爆乳Iカップのパイズリは必見!!!（10月10日、ナンパTV）

- ななみ（2月19日、池袋素人倶楽部）
- NANAMI (ore640)（4月18日、俺の素人）
- なーな（4月23日、おっぱい先生）
- ななみ（5月15日、巨乳エクスプレス）
- まなみ（5月22日、J●調査隊 teamK）
- つばき（7月2日、シロウトHouse）
- ななみ 2 (orec592)（8月31日、俺の素人）
- ななみさん 3 (orec624)（10月15日、俺の素人）

- ラグジュTV 1349 愛美 27歳 元グラビアアイドル 一瞬で世の男を釘付けにする魅惑的な元グラビアアイドルが登場! 昔はコンプレックスだったと語る巨乳はいつしか見られて喜びを感じる彼女の武器となり、巨根のピストンで魅せる唯一無二の乳揺れは圧巻! 抱き心地抜群のグラマラスボディを惜しげもなく露にしイキ乱れる!（1月6日、ラグジュTV）
- N先生 (ore743)（1月13日、俺の素人）
- ななみ（2月12日、いきなりシロート）
- ななみ（3月11日、地雷系女子）
- ラグジュTV 1377 愛美 27歳 元グラビアアイドル 撮影で味わった刺激的な快感が忘れられず再び登場した元グラビアアイドル! 以前にも増した性欲とローションに包まれた豊乳・豊尻・豊満ボディをカメラの前に曝け出し、積極的に男を貪る痴女プレイは必見!（3月12日、ラグジュTV）
- ななみ（3月24日、素人参加バラエティ）
- ななみ（4月2日、エチケット）
- Nさん (gerk384)（7月6日、ゲリラ）
- ななみさん（7月9日、ゾクゾクタイム）
- N部長（8月7日、ゲリラ）

- 【B100cm W62cm H100cm】究極BODY爆乳 & 爆尻ゆれっ放し潮吹き中出しフェスタ 松本菜奈実（2022年8月12日、BonキュンBon）

- ナナミさん (ore898)（1月4日、ナナミさん）
- なーたん（1月26日、パコッター）
- なーたん 2（1月26日、パコッター）
- 【Jカップのド級パイズリ】スケベ秘書がエロ動画撮影!? ディルドでフェラ & パイズリ→猛烈オナニー! チ●コ到着で撮影外セックス開始! 尻コキ乳首コキ乳首舐め手コキのテクニカルパレード! 騎乗位のデカ尻打ち付けに暴発中出しで不満爆発!? オイルまみれな2回戦も積極腰振り搾精注意www【PornGirl.15】【nanami】（4月16日、街角シロウトナンパ）
- ドSでエロ過ぎる淫乱ラウンジレディ・ななみ様《完全な主従関係でSEXの主導権も握るエンペラーSEX2連戦》性●●のワンコ君に際どいパンチラ動画を撮影させ、その気にさせるも焦らしまくる小悪魔っぷりを発揮 / ダイナミックIカップ爆乳ボディ解禁でフル勃起したポチ(性●●)の肉棒を攻めまくりからのご褒美SEXで大量射精 / おっぱい丸見えのエロコスに変身して2回戦目突入!【しろうとハメ撮り＃ななみ＃25歳＃ラウンジレディ】（5月3日、MOON FORCE）
- ななみ（5月23日、おっぱいちゃんず）

- ななみchan (srom106)（7月2日、素人まっちんぐ）
- ななみchan 2 (srom123)（11月5日、素人まっちんぐ）

### イメージビデオ
- ミルキー・グラマー 松本菜奈実（2015年11月20日、竹書房）
- 初恋（2016年2月26日、スパイスビジュアル）
- mellow 松本菜奈実（2016年5月27日、スパイスビジュアル）
- 恥じらいアドベンチャー 松本菜奈実（2016年8月26日、竹書房）[41]
- 円形領域 〜Iカップ100〜（2016年11月25日、エスデジタル）[42][43]
- 裸神 松本菜奈実（2017年3月25日、Aircontrol）
- やりすぎっ 松本菜奈実 （2017年12月1日、未満）
- Aphrodite 松本菜奈実（2018年1月1日、ファインピクチャーズ）◎
- Nanami 温泉旅行に連れてって!（2018年5月17日、REbecca）◎
- Peach bomb 松本菜奈実（2019年4月19日、メディアブランド）◎
- ななふぇち。 松本菜奈実（2019年11月13日、Precious Beauty）◎
- Nanami2 僕とななみんのいちゃらぶホリデー（2020年2月20日、REbecca）◎
- Sweet Moment 松本菜奈実（2020年12月18日、ファインピクチャーズ）◎
- Crystal body 松本菜奈実（2022年10月9日、FANDS）
- 湯女美人 松本菜奈実（2024年11月27日、スパイスビジュアル）
- ななみん -原点回帰- 松本菜奈実（2025年2月25日、アースダイバー）

### 写真集
- 松本菜奈実ファースト写真集『なないろ』（2017年3月25日、ジーオーティー、撮影：西條彰仁）ISBN 978-4-86084-557-5
- GRAVURE GIRL 松本菜奈実写真集（2017年10月25日、彩文館出版、撮影：斉木弘吉）※3000部限定愛蔵版[44] ISBN 978-4-7756-0592-9
- 松本菜奈実写真集「零れる」（2018年5月9日、双葉社、撮影：植野恵三郎）ISBN 978-4-575-31356-7 [45]
- ぐるっとまわせる!原寸大おっぱい図鑑3D（2019年2月4日、一迅社、撮影：須崎祐次、監修：安田理央）※「Jカップ」モデル[46] ISBN 978-4-7580-1631-5
- nanamint 松本菜奈実写真集（2019年3月25日、彩文館出版、撮影：斉木弘吉）※3000部限定愛蔵版[47] ISBN 978-4-7756-0609-4
- 松本菜奈実写真集『ななみん -原点回帰-』（2025年2月26日、ジーウォーク、撮影：太田清隆）[48] ISBN 978-4-86717-823-2

### ポーズ集
- スーパー・ポーズブック ヌード編 7（コスミック・アート・グラフィック）（2018年6月22日、コスミック出版、撮影：KANJI、監修：島本耕司）ISBN 978-4-7747-9162-3

### デジタル写真集
2017年
- FRIDAYデジタル写真集 松本菜奈実 「ブルンブルンな100cmJ乳」（10月27日、講談社、撮影：中山雅文）

2018年
- FRIDAYデジタル写真集プレミアム RION×松本菜奈実 「インモラルJカップ」（2月16日、講談社、撮影：唐木貴央）
- Aphrodite デジタル写真集 松本菜奈実 1（9月19日、ファインピクチャーズ、撮影：河本広幸）
- Aphrodite デジタル写真集 松本菜奈実 2（9月19日、ファインピクチャーズ、撮影：河本広幸）

2020年
- マインズALLSTARS HAPPY TRIP!!!!!（1月14日、小学館、撮影：佐藤佑一）※芸能事務所「マインズ」所属女優によるデジタル写真集[49]。
- Nanami2 僕とななみんのいちゃらぶホリデー（12月10日、REbecca）

2021年
- Sweet Moment デジタル写真集 松本菜奈実（1月9日、ファインピクチャーズ、撮影：SHOOTING STAR）
- 凄艶 松本菜奈実（2月12日、プレステージ出版、撮影：中山雅文）※【グラビア写真集】と【ヌード写真集】の2種類あり。
- 美女アスリート 全裸大運動会 2021（7月21日、小学館、撮影：松田忠雄）※複数モデルによるデジタル写真集[50]。

2023年
- 庵ひめか × 宝田もなみ × 松本菜奈実 ボインで何が悪いの?（1月13日、小学館、撮影：LUCKMAN）[51]

2024年
- デジグラ・デラックス 松本菜奈実 001（12月20日、ラビリンス）

2025年
- デジグラ・デラックス 松本菜奈実 002（2月16日、ピンク倶楽部）
- れいむ 松本菜奈実 vol.01～vol.04（3月17日、ジーウォーク、撮影：太田清隆）
- デジグラ・デラックス 松本菜奈実 003（3月30日、ラビリンス）
- デジグラ・デラックス 松本菜奈実 004（5月31日、ピンク倶楽部）
- デジグラ・デラックス 松本菜奈実 005（7月20日、ラビリンス）

## 製品

### カレンダー
- 松本菜奈実 2019年カレンダー（2018年10月20日、トライエックス）
- 卓上 松本菜奈実 2019年カレンダー（2018年10月20日、トライエックス）

### アダルトグッズ
オナホール
- 松本菜奈実のあそこ再現しちゃいました。（2021年5月10日、h.m.p）

ローション
- 松本菜奈実の愛蜜再現しちゃいました。ローション（2021年5月10日、h.m.p）

## 出演・掲載

### テレビ
- 澁谷果歩のたわわチャレンジ（2017年5月1日、2018年3月16日、2019年11月2日、エンタ!959）
- Sweet Angel #84（2017年12月16日、MONDO TV）
- 志村&鶴瓶のあぶない交遊録2019（2019年1月2日、テレビ朝日） - 「英語禁止ボーリング対決」コーナーに出演[52]
- もう!バカリズムさんの超H! #14（2020年6月8日、フジテレビONE）

### ウェブテレビ
- 桃色♡ゲームチャンネル（2018年2月8日 - 、AbemaTVウルトラゲームス）
- グラドルVSセクシー女優！水泳大会2018春（2018年3月23日、AbemaTV AbemaGOLD）[53]

### オリジナルビデオ
- ミッドナイト・シンデレラ　キュートで淫らな夜の妖艶美女（2021年3月3日、竹書房） - まひる 役[54]

### 映画
- たわわな気持ち 全部やっちゃおう（2019年7月12日、オーピー映画） - 三留綾 役[55]
  - たわわな気持ち（2019年8月26日、オーピー映画）一般劇場編集版[56]
- たわわなときめき（2020年10月21日、オーピー映画）- 三留綾 役[57]

### イベント
- セクシー女優　春期講習会 〜目指せセンター試験　天下分け目の東京大決戦〜（2019年3月23日、新宿ルイードK4）[58]

### ゲーム
- 新宿スカウトバトル（2019年12月2日、DMM GAMES）- 海外マフィア『九頭竜会』七の竜役[59]

### 雑誌
- 月刊キスカ 2016年1月号（竹書房） - 表紙、グラビア
- 週刊アサヒ芸能 2016年2月25日（徳間書店） - グラビア「どえらいオッパイ」
- 週刊プレイボーイ 2016年2月29日号（集英社） - グラビア「愛欲、変幻自在」
- 週刊大衆 2016年8月1日号（双葉社） - グラビア
- 週刊SPA! 2016年8月2日号（扶桑社） - グラビア「グラビアン魂」
- 週刊SPA! 2017年1月3・10日合併特大号（扶桑社） - 「グラビアン魂アワード2016」
- 週刊大衆 2017年3月6日号（双葉社） - グラビア「MUTEKIな超爆乳!」
- FLASH 2017年3月21日号（光文社） - 袋とじ「乳神様ヘアヌード御開帳」
- 週刊大衆 2017年4月3日号（双葉社） - 袋とじ「100センチ爆乳ヘア」
- 月刊DMM 2017年5月号（ジーオーティー） - グラビア
- 実話大報 2017年5月号（ジーオーティー） - グラビア
- 月刊DMM 2017年7月号（ジーオーティー） - インタビュー
- 実話大報 2017年8月号（ジーオーティー） - 表紙、グラビア、インタビュー
- FRIDAY 2017年9月1日号（講談社） - 袋とじ「男心をくすぐるヘアヌード」
- FRIDAY 2017年10月27日号（講談社） - 袋とじ「インモラルJカップ」
- CIRCUS MAX 2017年12月号（ベストセラーズ） - 袋とじ「完全保存版2017 爆淫ヘア!! BEST7」
- CIRCUS MAX SPACIAL vol.29（ベストセラーズ） - グラビア「一線を越えたヤバいおっぱい」
- 週刊プレイボーイ 2018年2月19日号（集英社） - グラビア「愛欲、変幻自在」
- 月刊DMM 2018年4月号（ジーオーティー） - インタビュー
- 週刊大衆 2018年4月23日号（双葉社） - グラビア「100センチJカップの衝撃」
- 実話大報 2018年8月号（ジーオーティー） - 表紙、グラビア、インタビュー
- 週刊実話 2018年11月1日号（日本ジャーナル出版） - 袋とじ「J乳性器」
- 週刊大衆 2019年1月21日号（双葉社） - グラビア
- 週刊大衆 2019年2月11日号（双葉社） - 原寸大1メートル爆乳ヌードポスター
- 週刊実話 2019年2月28日号（日本ジャーナル出版） - 袋とじ「Jカップの誘惑」
- 週刊アサヒ芸能 2019年4月25日（徳間書店） - グラビア「胸さわぎの週末」
- 金のEX NEO VOL.1（大洋図書） - グラビア「NEO GIRLS Gravure」
- 月刊FANZA 2019年5月号（ジーオーティー） - 表紙